# مایکس (تگزاس)
مایکس (به انگلیسی: Mikes) یک منطقهٔ مسکونی در ایالات متحده آمریکا است که در شهرستان استار، تگزاس واقع شده‌است. مایکس ۹۱۰ نفر جمعیت دارد.